# PとJK
『PとJK』（ピーとジェイケー）は、三次マキによる日本の漫画作品。『別冊フレンド』（講談社）2013年1月号から連載を開始。2014年11月号より作者産休のため休載していたが、2015年11月号より連載を再開し、2020年3月号で完結した。タイトルのPはPolice officer（警察官）の頭文字、JKは女子高生を表す略語。
日本出版販売が主催する「全国書店員が選んだおすすめコミック2014」において14位にランクインし、2017年には第41回講談社漫画賞少女部門を受賞。2018年7月時点で電子版を含めた累計発行部数は500万部を突破している。
2017年3月25日より実写映画が公開された。

## あらすじ
友達の姉が企画した合コンに人数合わせで駆り出され、年齢と身分を偽って参加した、高校1年生の歌子。そこで出会った功太といい雰囲気になるが、歌子が高校生だと分かると、途端に態度を急変させ去っていった。後日、歌子は警察官の制服姿の功太と再会するが、功太は歌子を冷たくあしらう。親友に傷心を慰めてもらい、帰りが遅くなった歌子は、変質者に襲われかけ、仕事中の功太に助けられる。完全に功太に恋に落ちてしまった歌子は、積極的にアタックし、やがてその思いが通じるが、仕事柄、未成年との交際に問題が生じるため、2人は結婚することになる。原作舞台は釧路市である。

## 登場人物
本谷 歌子（もとや かこ）
人気投票第2位。
本作の主人公。釧路市の音尾高校普通科1年生→2年生。年齢を偽って参加した合コンで知り合った功太を好きになり、告白する。一度は振られるが、彼の本当の気持ちを聞き、結婚する。父親は当初反対していたが、功太の真っ直ぐな思いを受け入れ、高校卒業までは旧姓のまま、実家で暮らすこと、妊娠しないことなどを条件に結婚を許可された。
佐賀野 功太（さがの こうた）
人気投票第1位。
本作のもう一人の主人公で23歳。北海道の釧路市にある架空の音尾警察署地域課所属。音尾交番勤務の巡査長。合コンで歌子を好きになるが、職業柄未成年との交際は出来ず、かといって歌子を諦めることも出来なかったため、プロポーズして夫婦となる。団子が好物。両親は他界している。
矢口 三門（やぐち みかど）
人気投票第5位。
音尾高校普通科1年生→2年生。カコの親友。三姉妹の末っ子。婚活に励む次姉が企画した合コンが、カコと功太が出会うきっかけとなった。
大神 平助（おおかみ へいすけ）
人気投票第3位。
音尾高校普通科2年生。功太に補導され、留年。仲間らと功太に復讐しようとして、計画を知ったカコにモスキート音で邪魔をされ、カコに危害を加えてしまい、再び補導された。保護観察処分を下され、無期停学処分を受けた後、復学し、歌子とクラスメイトになる。歌子に正式に謝罪し、仲間とも決別した。
原田 一（はらだ はじめ）
音尾高校普通科教諭。担当科目は国語と体育。独身。歌子の2年時の担任。生徒に教師にあるまじき頼み事をするなど、典型的なダメ教師。
山本 修一（やまもと しゅういち）
人気投票第7位。
音尾警察署地域課所属。音尾交番勤務の功太の上司。
歌子が功太に片思いしていた時から、歌子を応援していた。
永倉 二郎（ながくら じろう）
人気投票第4位。
歌子のクラスメイト。着ぐるみのバイトをしている。
2巻に収録されている読み切り作品『わたしはけっして不幸ではない』が初登場。
小森 ふみ（こもり ふみ）
音尾警察署地域課所属。音尾交番勤務の巡査長。23歳。功太とは同い年だが、高卒のため先輩。

## 書誌情報

### 漫画
- 三次マキ 『PとJK』 講談社〈講談社コミックス別冊フレンド〉、全16巻
  1. 2013年4月12日発売[13]、ISBN 978-4-06-341854-5
  2. 2013年7月12日発売[14]、ISBN 978-4-06-341875-0
  3. 2013年12月13日発売[15]、ISBN 978-4-06-341890-3
  4. 2014年4月11日発売[16]、ISBN 978-4-06-341912-2
  5. 2014年8月12日発売[17]、ISBN 978-4-06-341932-0
  6. 2016年1月13日発売[18][19]、ISBN 978-4-06-392025-3
  7. 2016年6月13日発売[20]、ISBN 978-4-06-392041-3
  8. 2016年12月13日発売[21]、ISBN 978-4-06-392093-2
  9. 2017年3月13日発売[22]、ISBN 978-4-06-392104-5
  10. 2017年9月13日発売[23]、ISBN 978-4-06-392131-1
  11. 2018年2月13日発売[24][25]、ISBN 978-4-06-510886-4
    - ドラマCD付き特装版[26][25]、ISBN 978-4-06-397051-7

  12. 2018年7月13日発売[27]、ISBN 978-4-06-512032-3
  13. 2018年12月13日発売[28]、ISBN 978-4-06-513914-1
  14. 2019年6月13日発売[29]、ISBN 978-4-06-516033-6
  15. 2019年11月13日発売[30]、ISBN 978-4-06-517633-7
  16. 2020年4月13日発売[31]、ISBN 978-4-06-519180-4

### アンソロジー
- 『SとJK』2014年4月11日発売[32]、ISBN 978-4-06-341916-0
- 『TとJK』2016年6月13日発売[33]、ISBN 978-4-06-392042-0

### 小説
- 三次マキ（原作） / 時海結以（著） 『小説 PとJK 功太の物語』 講談社〈KCデラックス〉、2017年3月13日発売[34]、ISBN 978-4-06-393166-2

## 映画
2017年3月25日に松竹系にて公開。
2017年3月25,26日の全国映画動員ランキング（興行通信社）によると、14.1万人を動員し、興行収入1億7300万円を記録して初登場7位となった。
撮影は遺愛学院・元町公園・函館湾岸大橋など函館市内各所を中心に行われたほか、ルスツリゾート（留寿都村）や太陽の森ディマシオ美術館（新冠町）も用いられた。

### キャスト
- 佐賀野功太 - 亀梨和也[8][9]
- 本谷歌子 - 土屋太鳳[8][9]
- 大神平助 - 高杉真宙[38][11]
- 矢口三門 - 玉城ティナ[38]
- 永倉二郎 - 西畑大吾 (関西ジャニーズJr.)[38]
- 小森ふみ - 大政絢[38]
- 本谷誠一 - 村上淳[38]
- 本谷陽子 - ともさかりえ[38]
- 山本 - 田口トモロヲ[38]

江口のりこ、川瀬陽太、河井青葉、古谷佳也、高橋メアリージュン、瀬戸利樹、小林優斗、松永拓野、松本大志 ほか

### スタッフ
- 原作 - 三次マキ『PとJK』（講談社『別冊フレンド』連載）
- 監督 - 廣木隆一[8][9]
- 脚本 - 吉川菜美
- 撮影 - 鍋島淳裕
- 照明 - かげつよし
- 録音 - 深田晃
- 音響効果 - 佐藤祥子
- 編集 - 菊池純一
- 音楽プロデューサー - 高石真美
- 音楽 - 大橋好規[40]
- 劇中歌 - ブルーノ・マーズ「Marry you（英語版）」 / フリッパーズ・ギター「Friends Again -フレンズ・アゲイン-」「Happy Like a Honeybee -ピクニックには早すぎる-」[40] / UNISON SQUARE GARDEN「シュガーソングとビターステップ」[41]
- 製作総指揮 - 大角正
- 製作代表 - 武田功、中山良夫、吉羽治、木下直哉、藤島ジュリーK.、藪下維也、中藪浩、大西賢英
- エグゼクティブプロデューサー - 関根真吾
- 企画 - 吉田繁暁
- プロデューサー - 宇高武志、石田聡子、北島直明
- 制作担当 - 小沼秀剛
- プロダクションマネージャー - 村山亜希子
- 宣伝プロデューサー - 永井準哉
- 制作プロダクション - ザフール
- 制作協力 - 松竹撮影所 東京スタジオ
- 企画・配給 - 松竹
- 製作 - 「PとJK」製作委員会（松竹、日本テレビ放送網、講談社、木下グループ、ジェイ・ストーム、読売テレビ放送、札幌テレビ放送、STVラジオ）

## ムービーコミック
2017年1月1日からdTV内のdTVマンガで、漫画に声優陣による音声セリフやSE、エフェクト効果などを加えたムービーコミックとして配信開始された。

### キャスト（ムービーコミック）
- 佐賀野功太 - 鳥海浩輔
- 本谷歌子 - 山本希望
- 矢口三門 - 榎吉麻弥
- 大神平助 - 丸高大知
- 永倉二郎 - 加藤ルイ

### スタッフ（ムービーコミック）
- プロデューサー - 龍貴大、平木美和
- アシスタントプロデューサー - 野沢麻美
- 総合演出 - 曽根原千秋
- 演出 - 村上愛
- タイトル - 渡辺一輝
- エンディング - 太田結子
- 音響効果 - 田久保貴明、渡邊晴香
- 制作協力 - クレイジーボックス、アーツビジョン、アックス
- 協力 - 講談社
- 編成 - 松井純子、金城麻紀
- サイト編集 - 石原妃子
- 宣伝 - 伊藤友実
- 制作 - 東通
- 製作 - BeeTV
- 著作 - 三次マキ、講談社、BeeTV
- 主題歌 - E-girls「Go! Go! Let's Go!」

## ドラマCD
三次マキ書き下ろしのオリジナルエピソード「カコの過去を取り戻せ！」と、出演キャストによるフリートークを収録したドラマCDが2018年2月13日発売の単行本11巻特装版に同梱されている。

### スタッフ（ドラマCD）
- 音響監督 - 濱野高年
- 脚本 - 赤尾でこ
- 効果 - 中島勝大（スワラ・プロ）
- 録音 - 安齋歩
- 音響制作 - 田中理恵（マジックカプセル）

### キャスト（ドラマCD）
- 佐賀野功太 - 中村悠一[25]
- 本谷歌子 - 津田美波[25]
- 大神平助 - 江口拓也[25]
- 永倉二郎 - 松岡禎丞[25]
- 矢口三門 - 松田颯水[25]

- 歌子の父 - 青山穣
- 歌子の母 - 川澄綾子
- 山本修一 - 星野充昭
- 看護師 - 八百屋杏